# Huang Zuolin
Huang Zuolin (xinès simplificat: 黄佐霖, pinyin: Huáng Zuǒlín; Tianjin, 1906 - Shanghai, 1994) fou un dramaturg, director de teatre i cinema xinès.

## Biografia
Huan Zuolin de família originaria de Panyu a la província de Guangdong, va néixer el 24 d'octubre de 1906 a Tianjin (Xina).
Després d'unes primeres experiències en l'àmbit teatral de Tianjin, el 1925 va viatjar a Anglaterra amb l'objectiu d'estudiar gestió empresarial a la Universitat de Birmingham. Durant el seu temps lliure va començar a estudiar teatre i va tenir l'oportunitat de tenir com a professor a Bernard Shaw.
El 1935 juntament amb la seva dona, van tornar a viatjar a Gran Bretanya per estudiar Shakespeare a la Universitat de Cambridge i direcció teatral a la London Theater Studio.
Quan va esclatar la segona guerra sino-japonesa el 1937, va tornar a la Xina i va organitzar i dirigir un bon nombre d'actuacions dramàtiques a Chongqing i Xangai.
Amb l'arribada de la República Popular, Huang participà en la fundació del Teatre Popular d'Art de Xangai, del qual serà director el 1960. El 1951 va presentar oficialment el teatre èpic-documental de Piscator i Bertolt Brecht per primera vegada a la companyia del teatre, i va començar a aplicar les tècniques narratives i "alienadores" en la direcció d'algunes òperes.
El 1946, va participar en la creació de Wenhua Film Company de la que va ser director. La primera pel·lícula que va dirigir va ser la comèdia satírica "Phony Phoenixes" amb guió de Sang Hu, on va utilitzar un llenguatge de comèdia per satiritzar l'engany imperant a la societat en aquella època. A partir d'aquell moment es va especialitzar en l'adaptació al cinema d'obres literàries europees com, "Night In" adaptació de "Els baixos fons" Maksim Gorki protagonitzada per Zhou Xuan.
El 1949 amb 表 (The Watch), va fer un gir en el seu estil d'origen teatral i va optar per un estil més documental i realista amb actors no professionals que alguns crítics han comparat amb els treballs de Cai Chusheng o amb directors europeus com Vittorio de Sica i Roberto Rossellini.
En els anys següents, Huang continuà publicant assaigs relacionats amb el teatre èpic i les seves possibles aplicacions, guanyant-se així el sobrenom de "Brecht xinès", i alterna produccions realistes i "ortodoxes" amb experiments amb noves tècniques. També va començar a interessar-se per Goldoni i la Commedia dell'Arte. En els darrers anys Huang també s'interessà per altres models experimentals, com el teatre pobre de Jerzy Grotowski i l'eucinètica de Kurt Jooss.
Huang va dirigir més d'un centenar d'obres teatrals i pel·lícules durant la seva carrera i ha format innombrables actors. És conegut sobretot per introduir les tècniques d'actuació de Konstantin Stanislavski i l'estil teatral de Bertolt Brecht i combinar les tècniques occidentals amb el teatre i estètica de l'òpera tradicional xinesa amb la col·laboració de l'actor Mei Lanfang.
El juny de 1999, la seva filla Huang Shuqin va donar més de 3.000 llibres en anglès i més de 140 manuscrits, cartes, documents, fotos i escrits recollits per Huang Zuolin, a la Biblioteca de Xangai, inclosos alguns documents resultants de la relació entre George Bernard Shaw i Huang.
Huang Zuolin és considerat juntament amb Jiao Juyin,un dels directors de teatre més importants del teatre modern xinès (huaju) del segle xx.
Va morir a Shangai l'1 de juny 1994.